# موريس شيليس
موريس شيليس (بالفرنسية: Maurice Schilles)‏ كان دراج فرنسي. سبق أن شارك في دورة الألعاب الأولمبية الصيفية وفاز بميدالية أولمبية.

## الميداليات
| الميدالية | المسابقة                       |
| --------- | ------------------------------ |
| ذهبية     | الألعاب الأولمبية الصيفية 1908 |

## روابط خارجية
- موريس شيليس على موقع أرشيف الدراجات (الإنجليزية)
- موريس شيليس على موقع أوليمبيديا (الإنجليزية)
- profile